# Hoz (geografía)

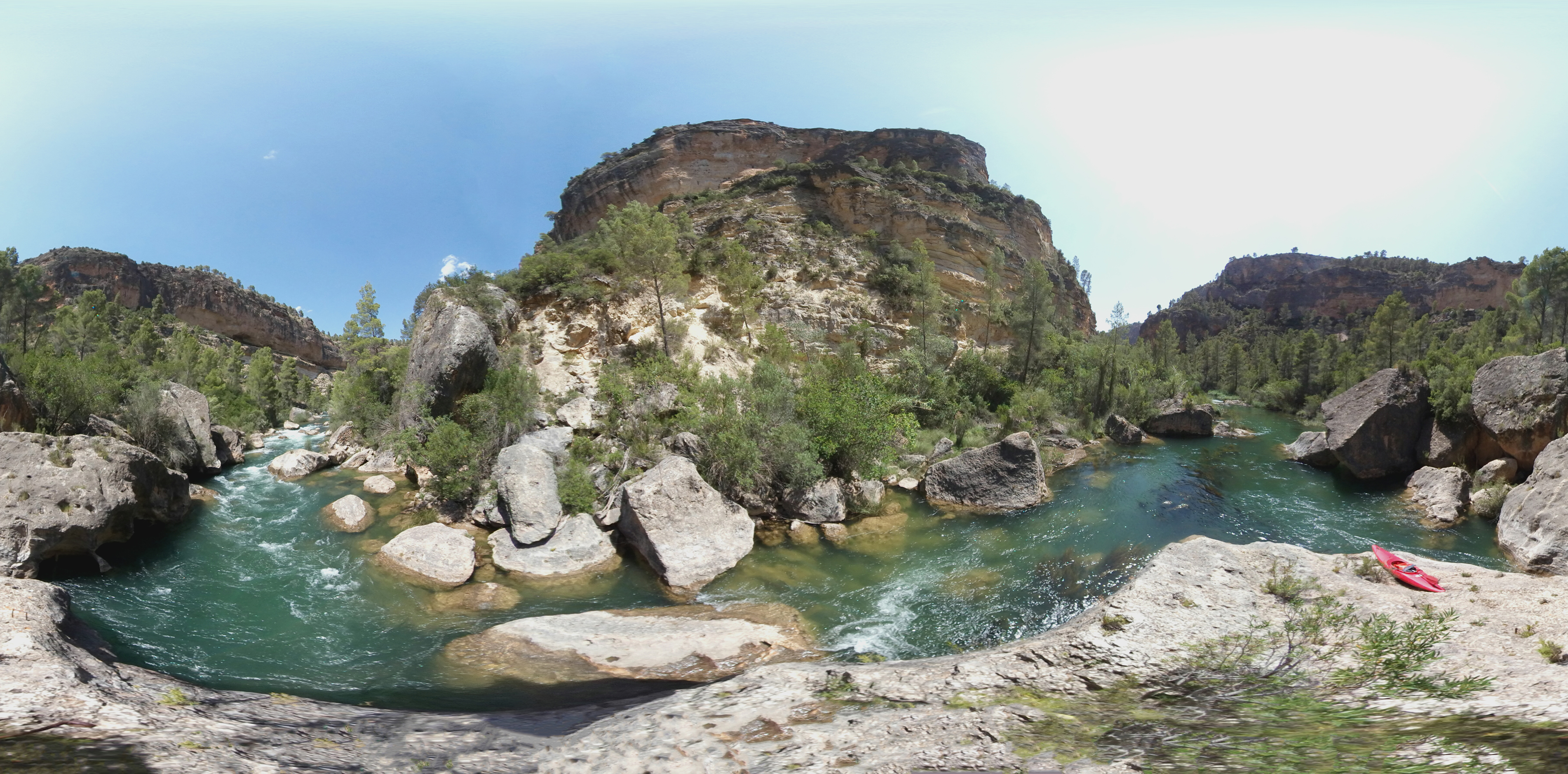
Hoces del río Cabriel (provincia de Valencia).

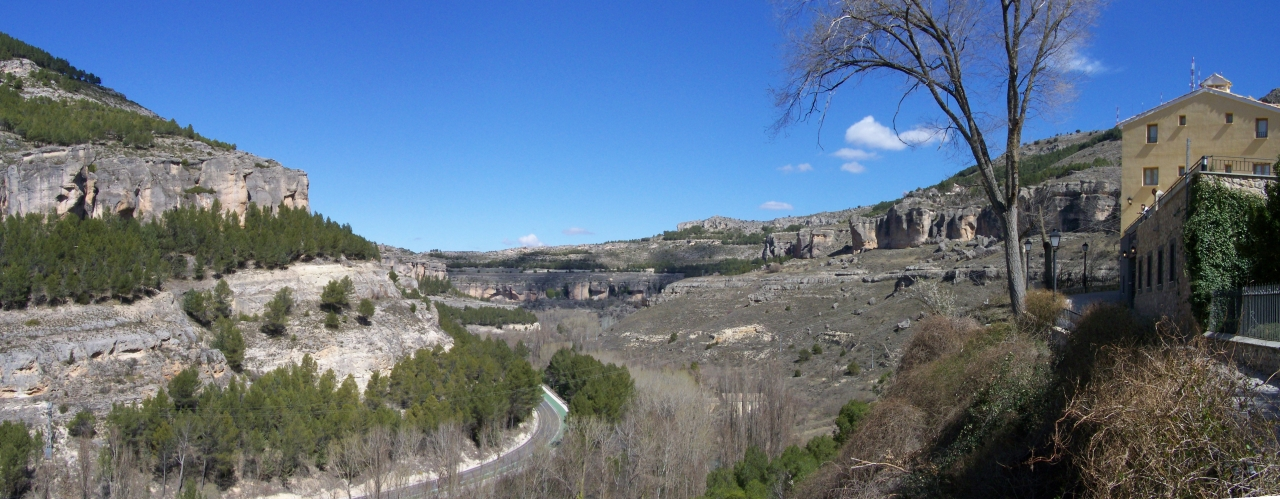
Hoz del río Júcar (provincia de Cuenca)

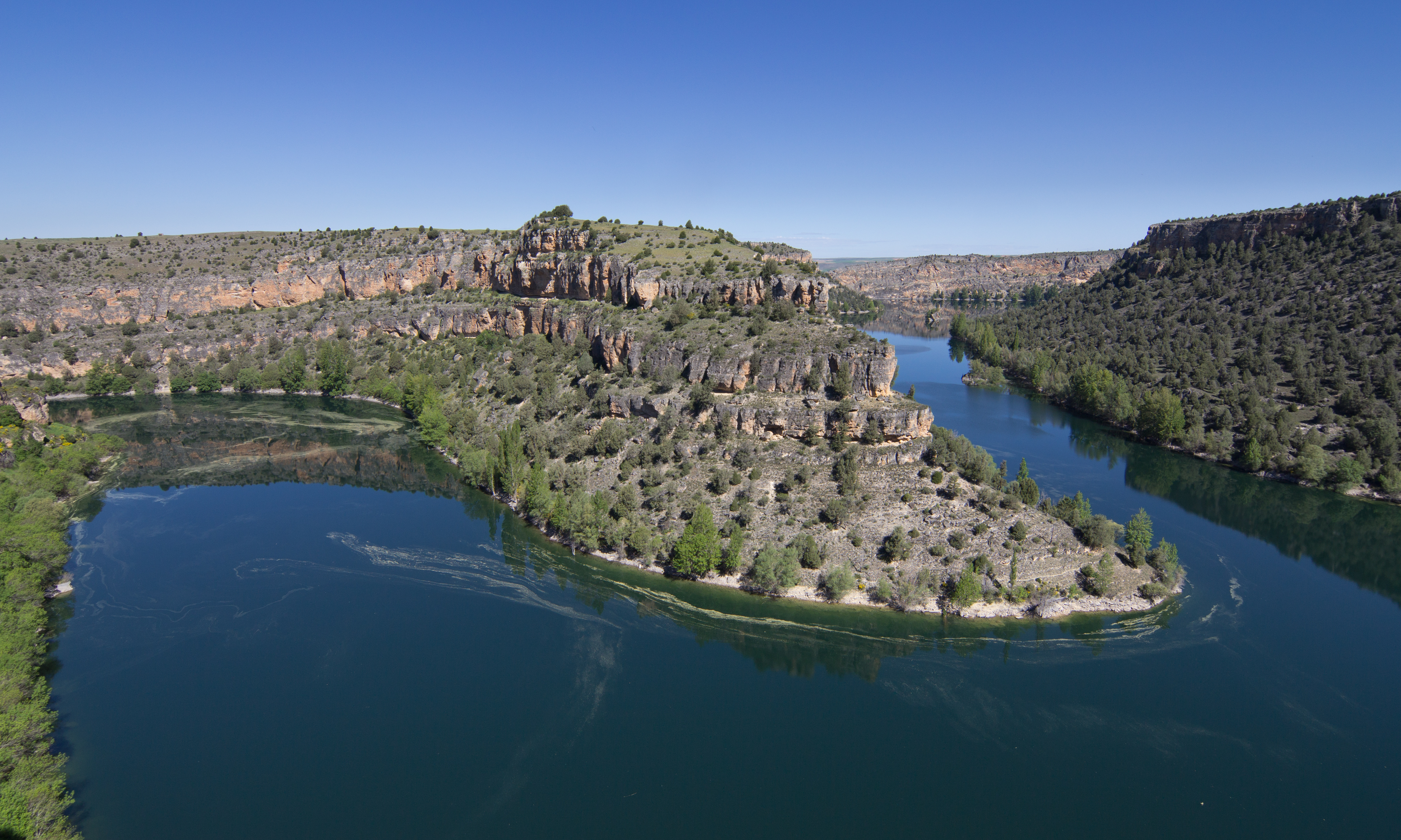
Hoces del río Duratón (provincia de Segovia)

Una hoz  es un valle generalmente estrecho con una curva descrita por el curso de un río, cuya sinuosidad es pronunciada, limitado por paredes altas de roca, especialmente si constituye el cauce de un río. De la forma en curva le viene el nombre por semejanza la cavidad bucal (del latín faux), siendo así su etimología similar a la de garganta.
Se pueden originar por la dinámica fluvial, debido al descenso del nivel de base o por la erosión remontante del río principal y por fenómenos kársticos, producidos por la incisión de una corriente fluvial más la karstificación.
En general, los relieves tabulares favorecen la presencia de cañones profundos asociados a fracturas, como sucede con las gargantas en terrenos calizos o kársticos.
Cuando debido a la erosión dos cauces curvos se encuentran, el río corta camino a través de la zona donde se oponen las corrientes y se forma una hoz abandonada, suceso poco frecuente, dado que no se produce en las llanuras aluviales con pendiente muy escasa como ocurre en los meandros.